# Duellen (film fra 1910)
 For alternative betydninger, se Duellen. (Se også artikler, som begynder med Duellen)
Duellen er en dansk stum dramafilm fra 1910 produceret af Nordisk Films Kompagni og instrueret af Viggo Larsen.
Filmen er den sidste, som Gudrun Kjerulf medvirkede i.

## Handling
En ung premierløjtnant forelsker sig i en ung kvinde, sygeplejersken Helga. Premierløjtnanten har en kontrovers med en anden ung mand på en café, og de to mødes til duel. Det viser sig, at den unge mand er bror til Helga. Helga er mødt op til duellen sammen med sin bror. Premierløjtnanten sårer broren under duellen. Søsterens pleje redder broderen, men hun er vred på premierløjtnanten. 
Senere redder premierløjtnanten kvindens far for at blive påkørt af et automobil, men han bliver såret under sin redning af faren. Han bringes på hospitalet, hvor Helga arbejder. Helga kan selvfølgelig ikke bære nag til sin fars redningsmand, og hun tilgiver ham, og de får hinanden.

## Medvirkende
- Viggo Larsen
- Aage Brandt
- Gudrun Kjerulf
- Sofus Wolder
- Franz Skondrup
- Maggi Zinn